# Markeievska, Ceaplînka
Markeievska (în ucraineană Маркеєвська) este o comună în raionul Ceaplînka, regiunea Herson, Ucraina, formată numai din satul de reședință.

## Demografie
Componența lingvistică a comunei Markeievska
     Ucraineană (83,01%)
     Rusă (15,07%)
     Română (1,28%)
     Alte limbi (0,26%)
Conform recensământului din 2001, majoritatea populației comunei Markeievska era vorbitoare de ucraineană (83,01%), existând în minoritate și vorbitori de rusă (15,07%) și română (1,28%).